# Man with a Mission
Man with a Mission är ett japanskt rockband från Shibuya som är aktiva sedan 2010. Musikaliskt har deras musik inslag av punkrock, j-rock, raprock, elektronica, alternativ metal, rapcore och nu metal. Bandet består av 5 bandmedlemmar som har olika smeknamn och i sina musikvideor samt liveframträdanden har varsin vargmask. Hittills har de hunnit turnera i bland annat USA och Europa.

## Medlemmar
Nuvarande medlemmar
- Tokyo Tanaka – sång (2010– )
- Kamikaze Boy – basgitarr (2010– )
- Jean-Ken Johnny – sång, gitarr, rap, bakgrundssång (2010– )
- DJ Santa Monica – DJ, sampling (2010– )
- Spear Rib – trummor (2010– )

Turnerande medlemmar
- E.D.Vedder – gitarr (2010– )

## Diskografi

### Studioalbum
- Man with a Mission – 2011
- Mash Up the World – 2012
- Tales of Purefly – 2014
- The World's On Fire – 2016
- Chasing the Horizon – 2018
- Break and Cross the Walls I – 2021
- Break and Cross the Walls II – 2022

### EP
- Welcome to the New World – 2010
- Trick or Treat – 2011
- Welcome to the New World -Standard Edition- – 2012
- Don't Feel the Distance – 2014
- When My Devil Rises – 2014
- Dead End in Tokyo -European Edition- – 2017
- Dead End in Tokyo -World Edition- – 2017
- Remember Me – 2019
- Dark Crow – 2019
- One Wish – 2021

### Singlar
- "Man With A Mission" – 2010
- "Rain Of July" – 2011
- "Never Fxxxkin' Mind the Rules" – 2011
- "Distance" – 2012
- "Emotions" – 2013
- "Wake Myself Again" – 2013
- "Database" (feat. Takuma från 10-Feet) – 2013
- "Seven Deadly Sins" – 2015 * "Out of Control" (feat. Zebrahead) – 2015
- "Raise Your Flag" – 2015
- "Memories" – 2016
- "Dead End in Tokyo" – 2017
- "Dog Days" – 2017
- "My Hero/Find You" – 2017
- "Freak It!" (feat. Tokyo Ska Paradise Orchestra) – 2018
- "Take Me Under/Winding Road" – 2018
- "2045" – 2018
- "Hey Now" – 2018
- "Left Alive" – 2019
- "Remember Me" – 2019
- "Dark Crow" – 2019
- "Change the World" – 2020
- "Into the Deep" – 2021
- "Merry-Go-Round" – 2021
- "絆ノ奇跡 (Kizuna no Kiseki)" – 2023
- "コイコガレ (Koi Kogare)" – 2023

### Samlingsalbum
- Beef Chicken Pork – 2014
- 5 Years 5 Wolves 5 Souls – 2015

### DVD
- Wolf Complete Works I – 2012
- Wolf Complete Works II – 2013
- Wolf Complete Works III – 2014
- Wolf Complete Works IV – 2016
- Wolf Complete Works V – 2017